# Liste der Kulturdenkmäler in Fulda
Die Liste der Kulturdenkmäler in Fulda ist nach Stadtteilen und Gesamtanlagen aufgeteilt.
- Liste der Kulturdenkmäler in Gesamtanlage Kernstadt I (Fulda) (Gesamtanlage Frauenberg/Kalvarienberg)
- Liste der Kulturdenkmäler in Gesamtanlage Kernstadt II (Fulda) (Gesamtanlage Barockviertel)
- Liste der Kulturdenkmäler in Gesamtanlage Kernstadt III (Fulda) (Gesamtanlage Befestigte Altstadt)
- Liste der Kulturdenkmäler in Gesamtanlage Kernstadt IV (Fulda) (Rabanusstraße)
- Liste der Kulturdenkmäler in Gesamtanlage Kernstadt V (Fulda) (Löherstraße)
- Liste der Kulturdenkmäler in Gesamtanlage Kernstadt VI (Fulda) (Petersberger Straße)
- Liste der Kulturdenkmäler in Gesamtanlage Kernstadt VII (Fulda) ()
- Liste der Kulturdenkmäler in Bernhards (Fulda) (Bernhards (Fulda))
- Liste der Kulturdenkmäler in Besges (Besges)
- Liste der Kulturdenkmäler in Bronnzell (Bronnzell)
- Liste der Kulturdenkmäler in Dietershan (Dietershan)
- Liste der Kulturdenkmäler in Edelzell (Edelzell)
- Liste der Kulturdenkmäler in Gläserzell (Gläserzell)
- Liste der Kulturdenkmäler in Haimbach (Fulda) (Haimbach (Fulda))
- Liste der Kulturdenkmäler in Harmerz (Harmerz)
- Liste der Kulturdenkmäler in Istergiesel (Istergiesel)
- Liste der Kulturdenkmäler in Johannesberg (Fulda) (Johannesberg (Fulda))
- Liste der Kulturdenkmäler in Kämmerzell (Kämmerzell)
- Liste der Kulturdenkmäler in Kohlhaus (Fulda) (Kohlhaus (Fulda))
- Liste der Kulturdenkmäler in Lehnerz (Lehnerz)
- Liste der Kulturdenkmäler in Lüdermünd (Lüdermünd)
- Liste der Kulturdenkmäler in Maberzell (Maberzell)
- Liste der Kulturdenkmäler in Malkes (Malkes)
- Liste der Kulturdenkmäler in Mittelrode (Fulda) (Mittelrode (Fulda))
- Liste der Kulturdenkmäler in Niederrode (Niederrode)
- Liste der Kulturdenkmäler in Niesig (Fulda) (Niesig (Fulda))
- Liste der Kulturdenkmäler in Oberrode (Oberrode)
- Liste der Kulturdenkmäler in Rodges (Rodges)
- Liste der Kulturdenkmäler in Sickels (Sickels)
- Liste der Kulturdenkmäler in Zell (Fulda) (Zell (Fulda))
- Liste der Kulturdenkmäler in Zirkenbach (Fulda) (Zirkenbach (Fulda))